# Triglochin
Triglochin là một chi thực vật có hoa trong họ Juncaginaceae.